# Памятник труженикам тыла (Стерлитамак)
Памятник труженикам тыла — памятник в городе Стерлитамаке Республики Башкортостан.
Монумент был открыт в канун Дня Победы — 6 мая 2010 года — в городском Сквере им. маршала Г. К. Жукова, который посвящён событиям и героям Великой Отечественной войны. Участников торжественного митинга, посвящённому этому событию, приветствовал глава администрации города Стерлитамак Вахит Абдрахимов.
Памятник представляет собой бетонную стелу в виде призмы, на лицевых гранях которой находятся барельефы мужчины и женщины — тружеников тыла. Ниже расположена надпись «ВСЁ ДЛЯ ФРОНТА ВСЁ ДЛЯ ПОБЕДЫ». На вершине стелы установлена пятиконечная звезда. На дорожке к монументу, вымощенной коричневой тротуарной плиткой, находится пьедестал с мемориальной плитой, на которой на башкирском и русском языках написано: «Мемориальный комплекс, посвящённый труженикам тыла города Стерлитамак, открыт 6 мая 2010 года в честь 65-летия победы в Великой Отечественной войне 1941—1945 годов».
За памятником труженикам тыла, по обеим сторонам широкой аллеи, установлено двенадцать стел с описанием предприятий, выпускавших продукцию в годы войны. Далее в этом мемориальном комплексе стоят бюсты Героям Социалистического Труда.
В канун Дня Победы 2015 года в сквере был установлен памятный знак детям войны. Организатором работы по установке памятника стал Мидхат Хакимов — общественный деятель, депутат Государственной Думы третьего созыва. Право его открытия было предоставлено главе администрации городского округа Стерлитамак Алексею Изотову и председателю городского совета ветеранов Альмире Сафиуллиной. Заместитель главы администрации городского округа Владимир Куликов поздравил собравшихся на церемонию открытия с праздником и обратился персонально к детям войны, подчеркнув, что заслуги их бесценны.
На торжественном мероприятии также выступили: заместитель председателя городского совета ветеранов, почётный гражданин Стерлитамака — Александр Семёнов; ветеран труда, во время войны работавшая на заводе имени Ленина — Клавдия Дёма; гость города, председатель республиканской общественной организации «Дети войны» — Александр Палтусов. Ветеран труда Лидия Игнатенко подарила главе администрации Стерлитамака свою книгу «Дети войны».
На барельефе памятного знака изображены женщина и подросток, работающие за станком в цехе завода. Из-за своего маленького роста мальчик стоит на подставке в виде деревянного ящика. Вверху барельефа имеется надпись надпись «ВСЁ ДЛЯ ФРОНТА ВСЁ ДЛЯ ПОБЕДЫ». Памятный знак установлен на постаменте, отделанном плитами из коричневого гранита. На правой стороне постамента имеется памятная доска, посвящённая этому памятнику.